# Sarascelis rebiereae
Sarascelis rebiereae is een spinnensoort uit de familie Palpimanidae. De soort komt voor in Ivoorkust.